# La vita possibile
Pour plus de détails, voir Fiche technique et Distribution.
La vita possibile est un film franco-italien d'Ivano De Matteo sorti en 2016.

## Synopsis
Anna fuit la maison avec son fils Valerio afin de quitter un mari violent. Elle est accueillie par son amie Carla, une actrice de théâtre qui habite à Turin et redémarre une nouvelle vie.

## Fiche technique
- Titre : La vita possibile
- Réalisateur : Ivano De Matteo
- Scénario : Valentina Ferlan, Ivano De Matteo
- Photographie : Duccio Cimatti
- Montage : Marco Spoletini
- Musique : Francesco Cerasi
- Décors : Alessandro Marrazzo
- Costumes : Valentina Taviani
- Genre : drame
- Maison de production : Rodeo Drive et Rai Cinema
- Distribution :
  -  Italie 01 Distribution
  -  France Teodora film
- Pays :  France -  Italie
- Durée : 107 min
- Date de sortie : 
  - Italie : 22 septembre 2016[2]
  - France : 25 avril 2018

## Distribution
- Margherita Buy : Anna
- Valeria Golino : Carla
- Bruno Todeschini : Mathieu
- Andrea Pittorino : Valerio
- Caterina Shulha : Larissa
- Eugenio Gradabosco :